# Holm (Schleswig)

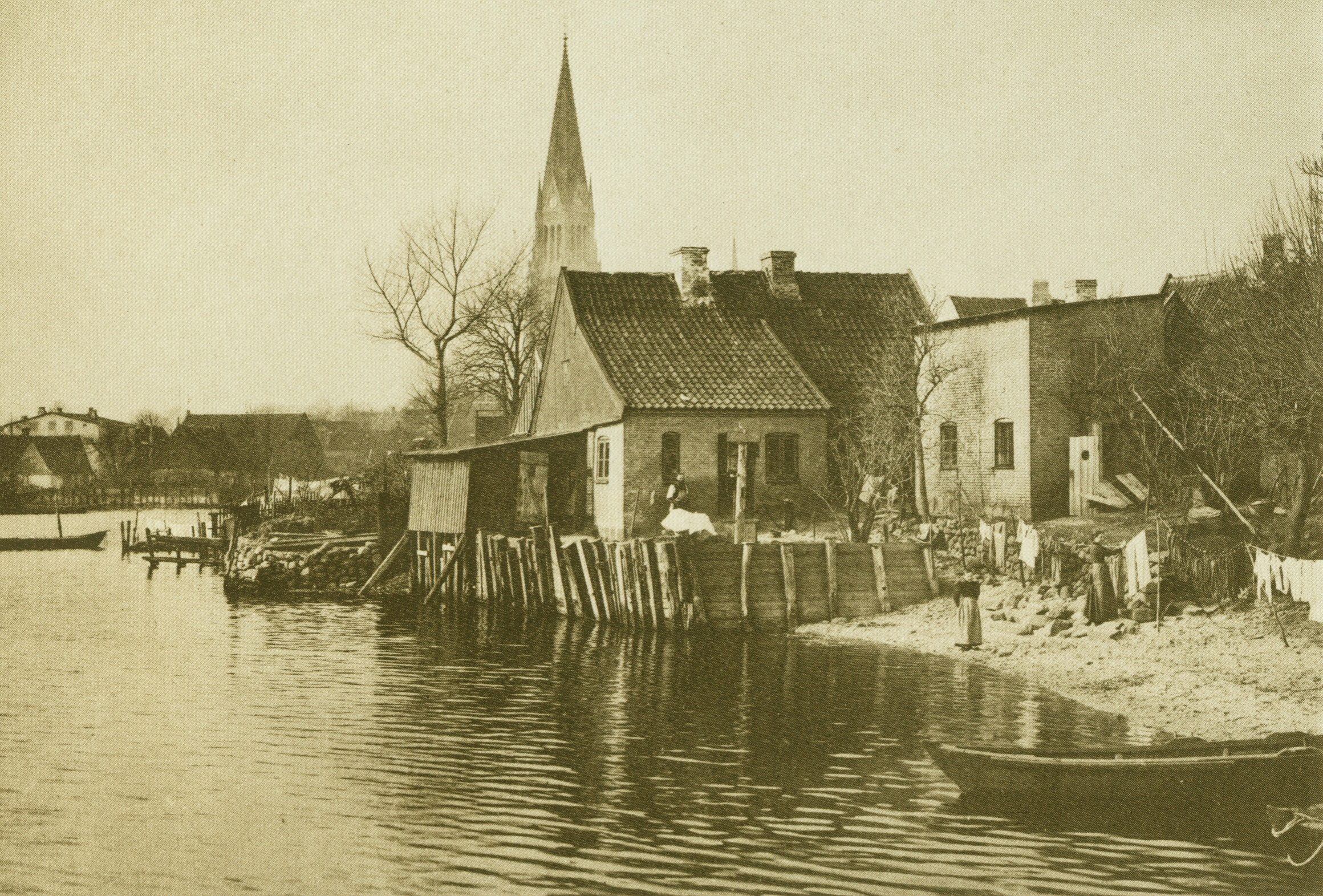
Fischersiedlung Holm (1894)

Der Holm (dänisch: Holmen) ist ein Fischerviertel an der Schlei, gelegen zwischen Schleswigs Altstadt und Freiheit.

## Geschichte
Die Siedlung entstand um das Jahr 1000 auf einer kleinen Insel vor Schleswig, die (bis 1933) nur durch eine Brücke mit der Stadt verbunden war und mit Fischerei, Handwerk und Handel ein Eigenleben führte. Schon ältestes Schleswiger Stadtrecht (12. Jh.) bestätigt Privilegien und Sonderrechte der Holmer Fischer, die 1480 mit dem Schlei-Privileg/dem „Schleibrief“ von König Christian I. von Dänemark bekräftigt wurden: „Die Fischer haben das Recht, frei zu fischen auf der ganzen Schlei und können ihre Netze zum Trocknen auf dem Lande ausspannen, soweit sie mit der Ruderpinne vom Schiffe aus werfen können.“ Dieses Recht gilt mit einer kleinen Einschränkung bis heute (lt.Gerichtsurteil von 1924 dürfen die Holmer Fischer von Schleswig bis Sieseby und die Arnisser und Kappelner Fischer von Sieseby bis Schleimünde fischen). Um 1900 lebten auf dem Holm um die 100 Fischerfamilien vom  Fischfang. 
1933 wurde ein Seitenarm der Schlei, der die ehemalige Fischerinsel Holm vom städtischen Festland trennte, trockengelegt.
In den 1950er Jahren waren noch um die 60 Fischer tätig. Neben Klein-/Stellnetzfischerei betrieben sie bis 1968 gemeinsam althergebrachte „Wadenfischerei“. Heute lebt noch eine Handvoll Fischer auf dem Holm, die einzeln ihr Handwerk ausüben.

### Entwicklung des Ortsnamens
Der Name der Siedlung beruht auf dem norddeutschen bzw. dänischen Wort Holm. Es bedeutet kleine Insel.

### Die Holmer Beliebung
Nach dem Dreißigjährigen Krieg wurde 1650 von den Holmer Fischern die  Holmer Beliebung gegründet, eine sogenannte „Totengilde“, um sich in Zeiten von Krieg und Pest untereinander helfen zu können. Die Holmer Beliebung existiert noch heute und wird seit 1669 durchgängig von einem Ersten Amtmann geleitet. Unter seiner Leitung wurden Anweisungen an die Totengräber entwickelt. Die älteste erhaltene Anweisung stammt aus dem Jahr 1748. Im Jahr 1842 wurde beispielsweise festgelegt, dass nur noch Doppelgräber zulässig seien. Ab dem Jahr 1908 erhielten alle Gräber eine einheitliche Ost-West-Ausrichtung. Zentraler Teil des Viertels ist ein kleiner Friedhof mit eigener Kapelle, um den sich die einzelnen Fischerhäuschen gruppieren. Der Sakralbau entstand im Jahr 1876; doch bereits 1196 wurde ein Vorgängerbau urkundlich erwähnt.

## Sehenswürdigkeiten
Auf dem Holm befindet sich auch das St.-Johannis-Kloster vor Schleswig. Dieser in seinen Ausmaßen bescheiden wirkende rechteckige Baukörper von kaum 80 Metern × 60 Metern Ausdehnung wurde 1194 als Benediktinerinnenkloster gegründet und 1536 in ein Frauenstift umgewandelt. Heute gibt es sogar einige private Mietwohnungen in den Klostergebäuden. Um die Geschichte des Viertels für die Nachwelt dokumentieren zu können, wurde 1992 das Holm-Museum als Teil des Schleswiger Stadtmuseums gegründet.

Fischerviertel Holm (Schleswig)
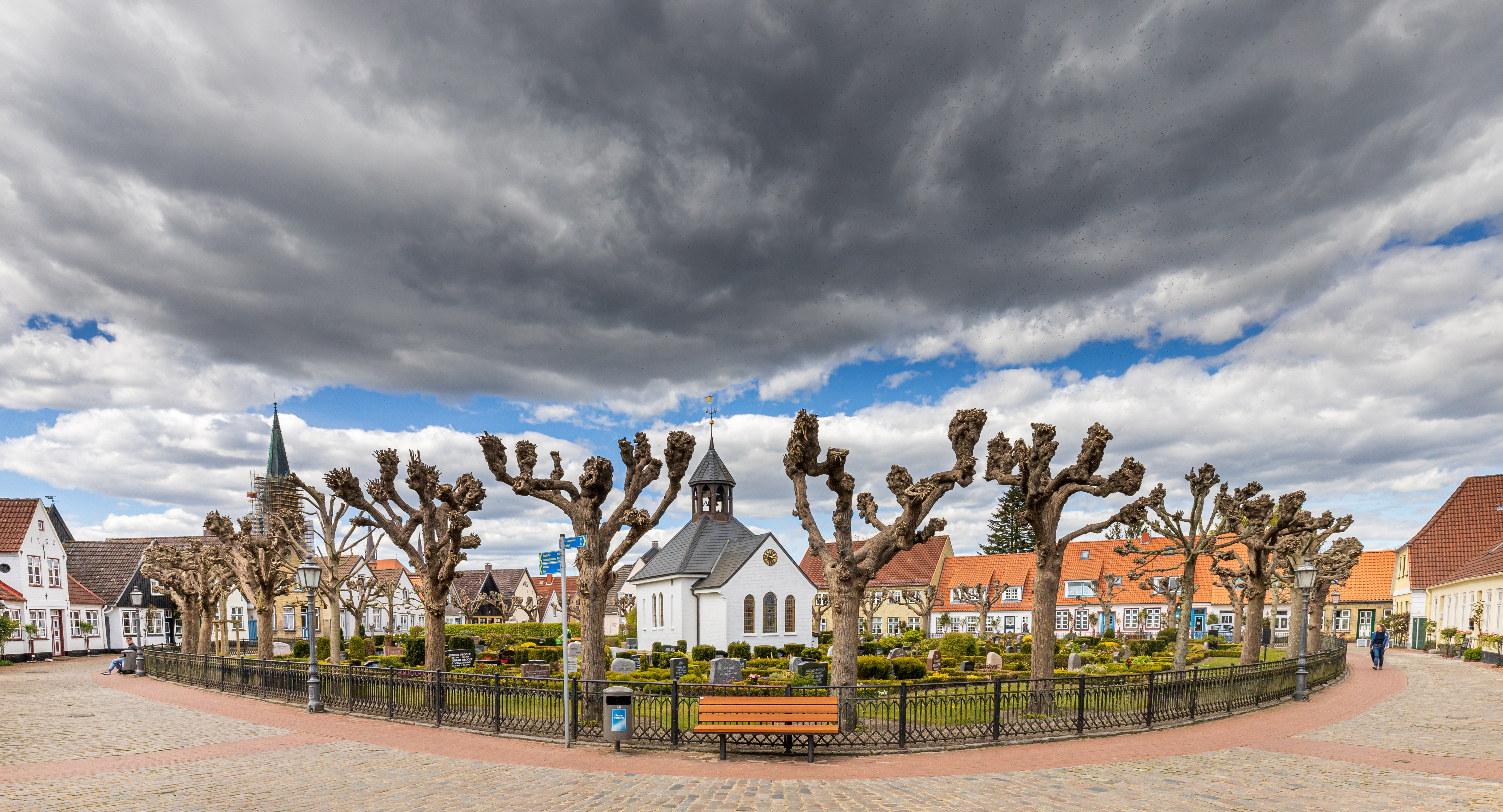
Friedhof
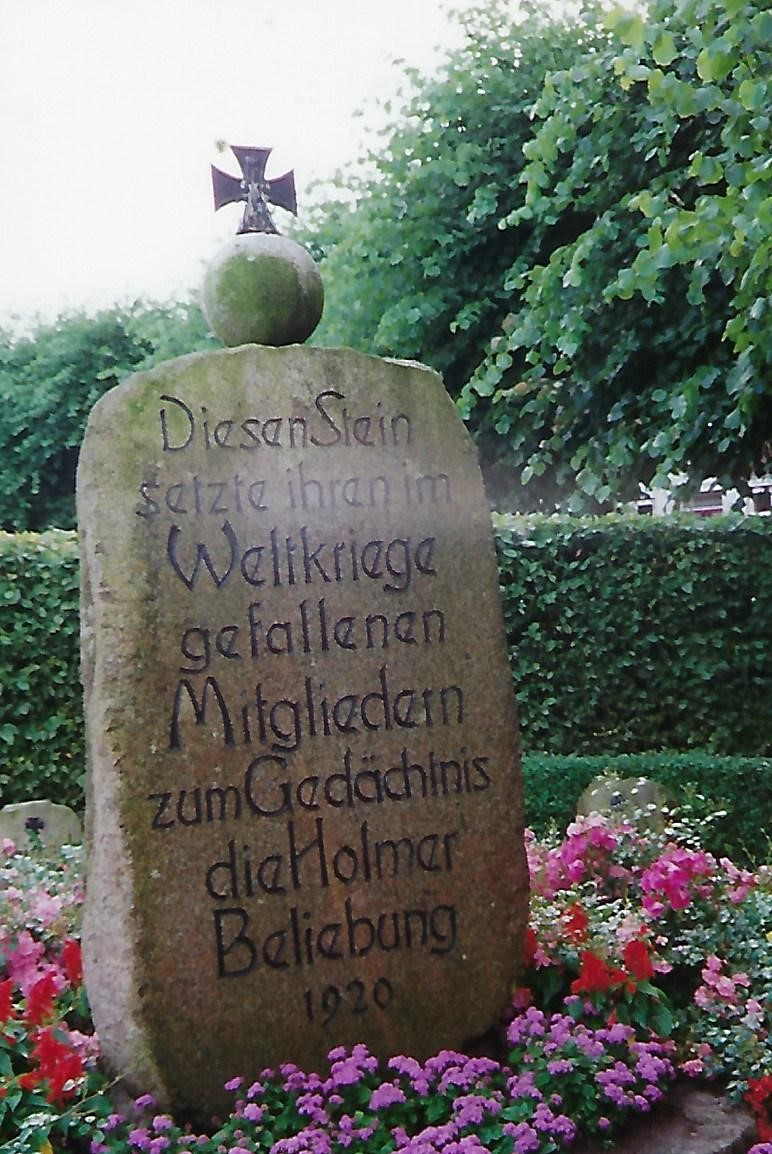
Ehrenmal
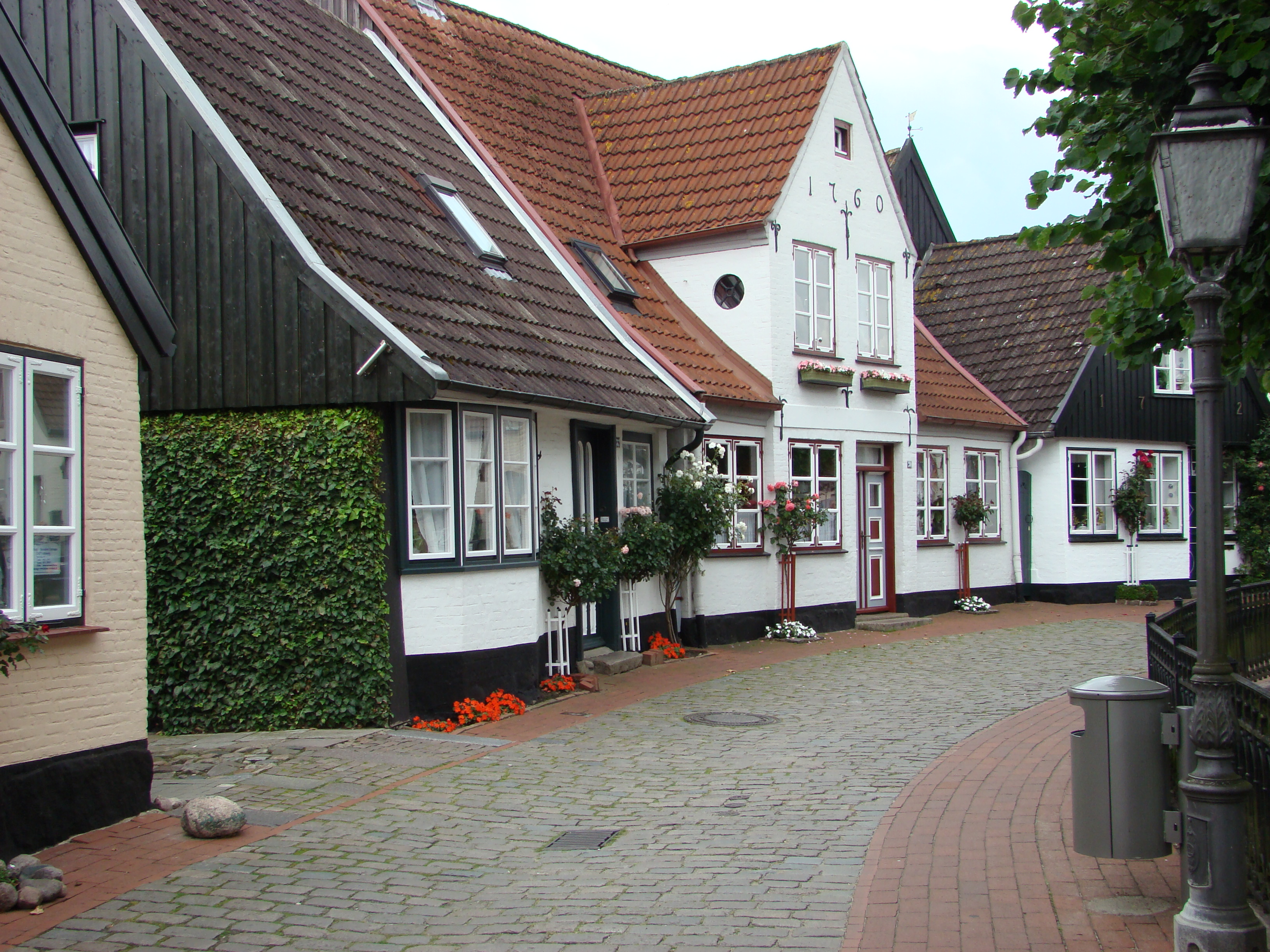
Süderholmstraße
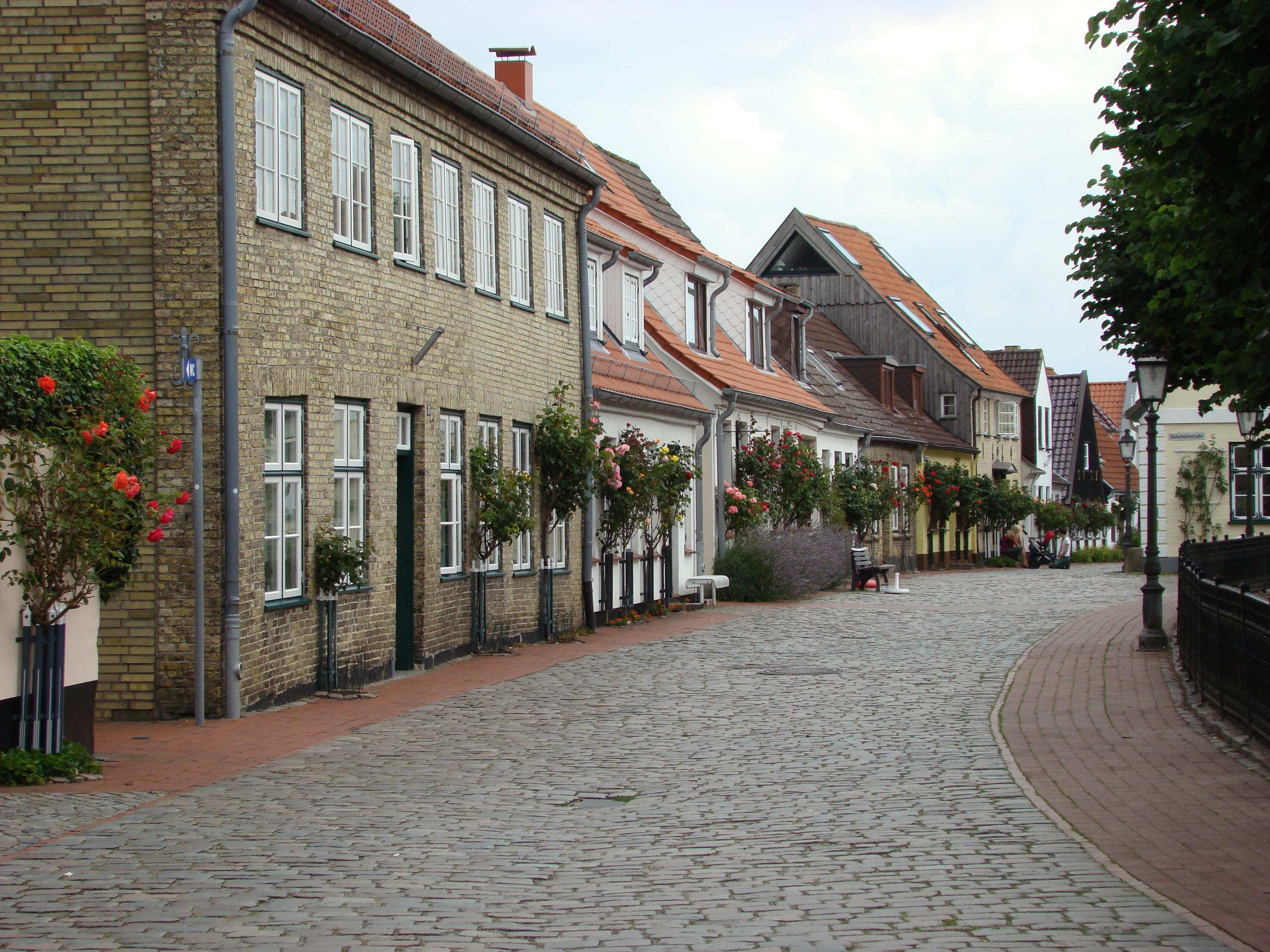
Süderholmstraße
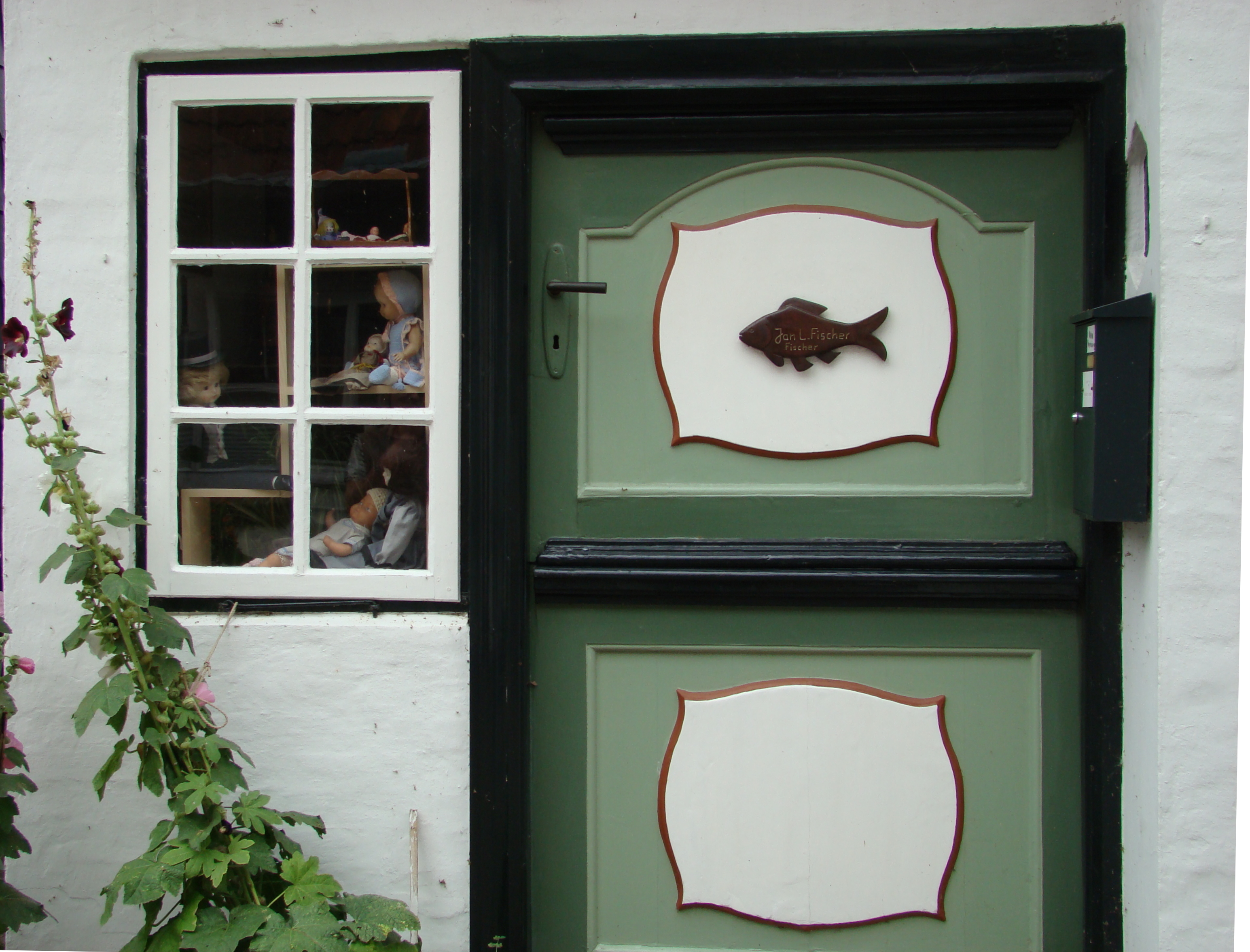
Haustür